# Cyclocybe aegerita
Cyclocybe cylindracea Ex Cyclocybe aegerita (V. Brig.) Vizzini, 2014 (dal greco aigeros = pioppo, per il suo habitat preferenziale), volgarmente conosciuto come piopparello oppure pioppino o peppino, è uno dei più apprezzati funghi commestibili. Si tratta di una specie saprofita/parassita piuttosto adattabile, che si presta molto bene alla coltivazione.

## Descrizione della specie
Cappello 

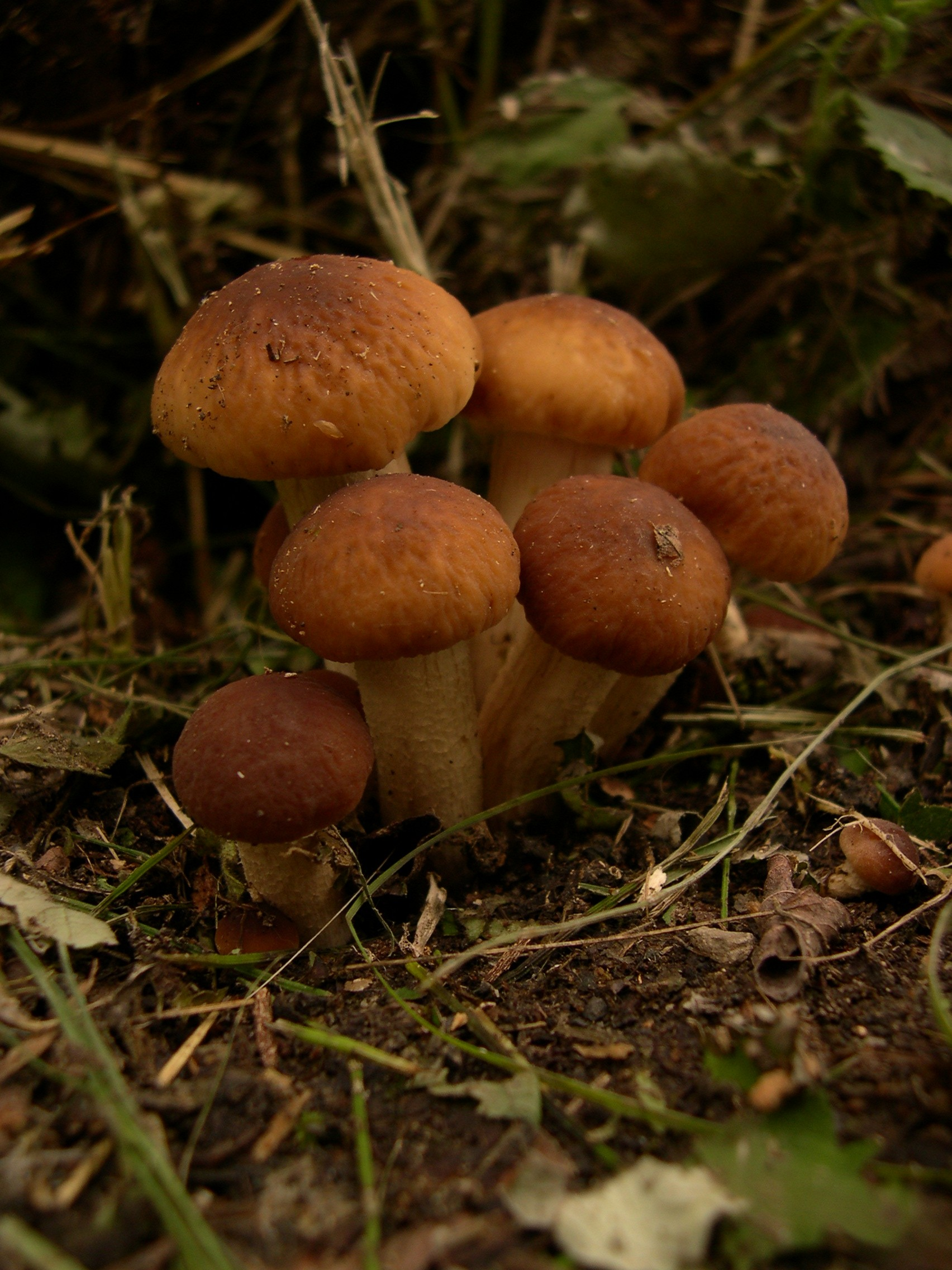
Giovani esemplari.

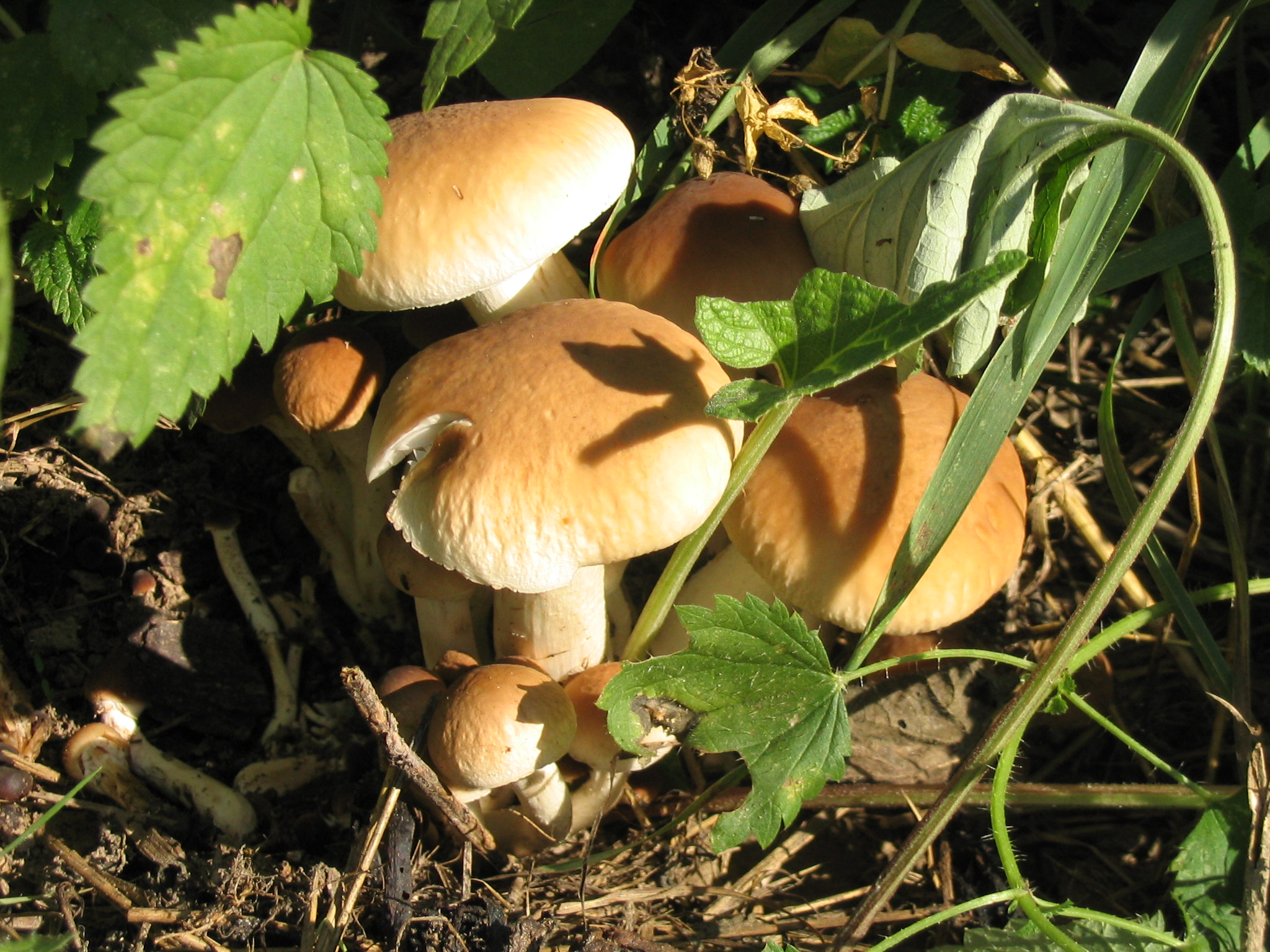
Dettagli morfologici.

Inizialmente bruno assai scuro e convesso, via via tende a distendersi e il colore si fa più chiaro ma quasi sempre con tonalità appena più scura verso il centro, dove appare appena rilevato (lievissimo umbone). Può arrivare a 14 cm di diametro. Da semisferico a quasi piano, presenta una superficie (cuticola) lievemente corrugata e spesso fessurata per la siccità, mentre a tempo umido si presenta un po' untuoso.
 Lamelle 
Le lamelle sono fitte e sottili, di colore bianco-beige, poi grigio-brunastro e infine color tabacco per le spore mature.
 Gambo 
Assai variabile per diametro e altezza, generalmente slanciato soprattutto negli esemplari giovani, flessuoso, fibroso e compatto.
 Anello 
Persistente, attaccato in alto a formare un colletto inverso membranoso, che si colora di bruno allorché ricoperto dalle spore cedute dalle lamelle.
 Carne 
Bianca e compatta, ma di colore più scuro sul gambo e alla base di questo.
- Odore: caratteristico, ma di difficile descrizione; alcuni autori lo avvicinano al lievito o al "profumo di vecchie botti da vino", altri ancora al "formaggio stagionato" oppure alla "farina rancida"[3].
- Sapore: mite, molto aromatico.

Microscopia
Spore
Brune-rugginose in massa, ovali e bruno chiaro al microscopio.

## Distribuzione e habitat
Su tronchi marcescenti (ma anche vivi fino all'attacco definitivo del fungo) di molte latifoglie, specialmente di pioppo, sambuco, olmo oppure salice, a tempo mite e umido, dalla primavera all'autunno inoltrato.

## Commestibilità

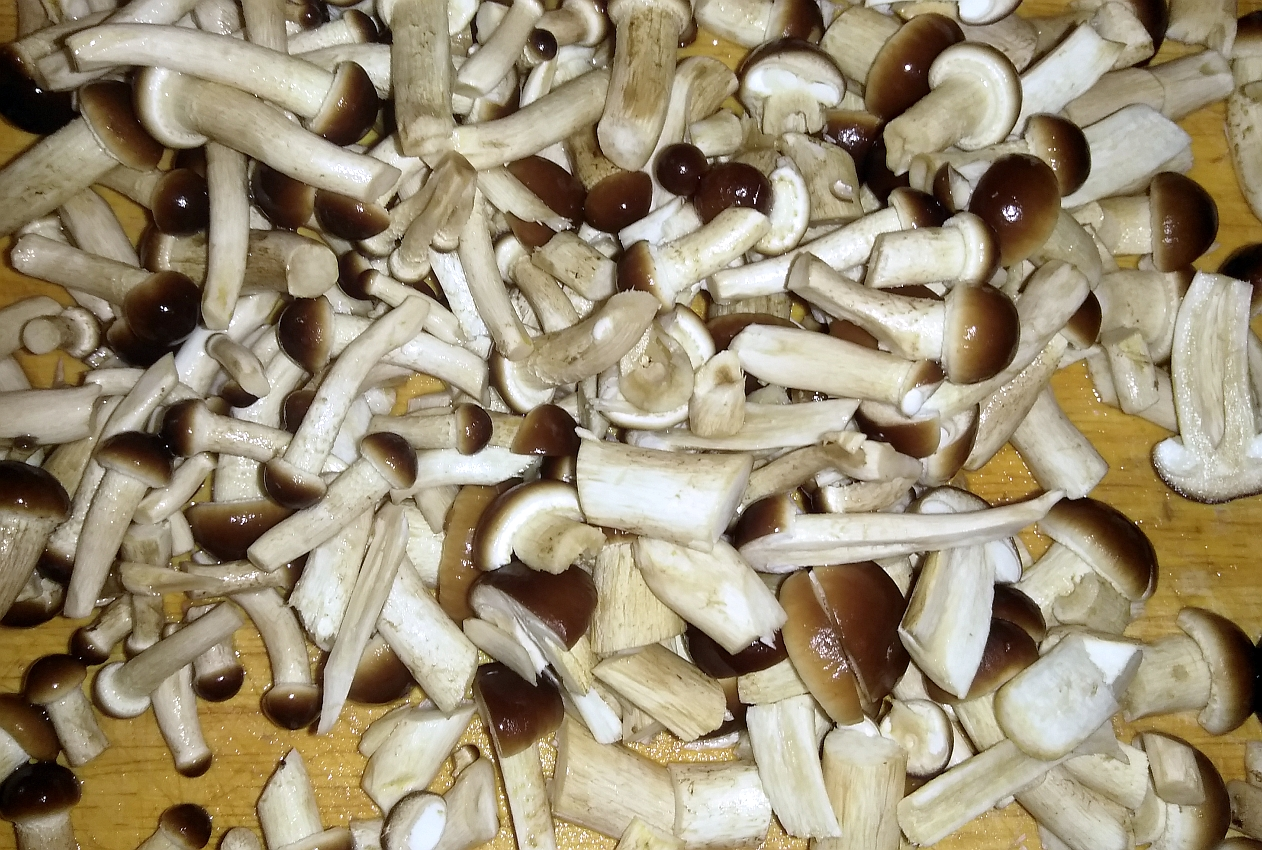
Pioppini lavati e tagliati, pronti per essere cucinati

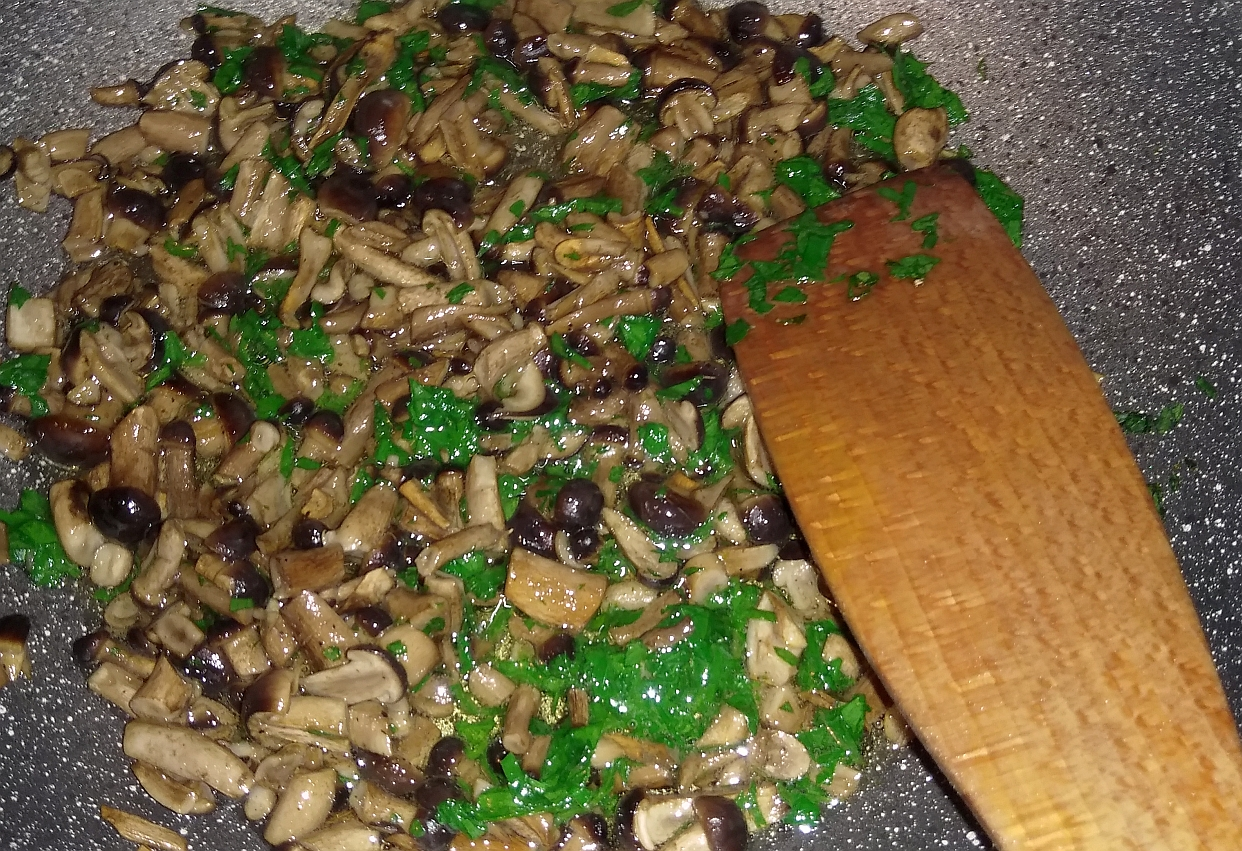
Pioppini in cottura con prezzemolo

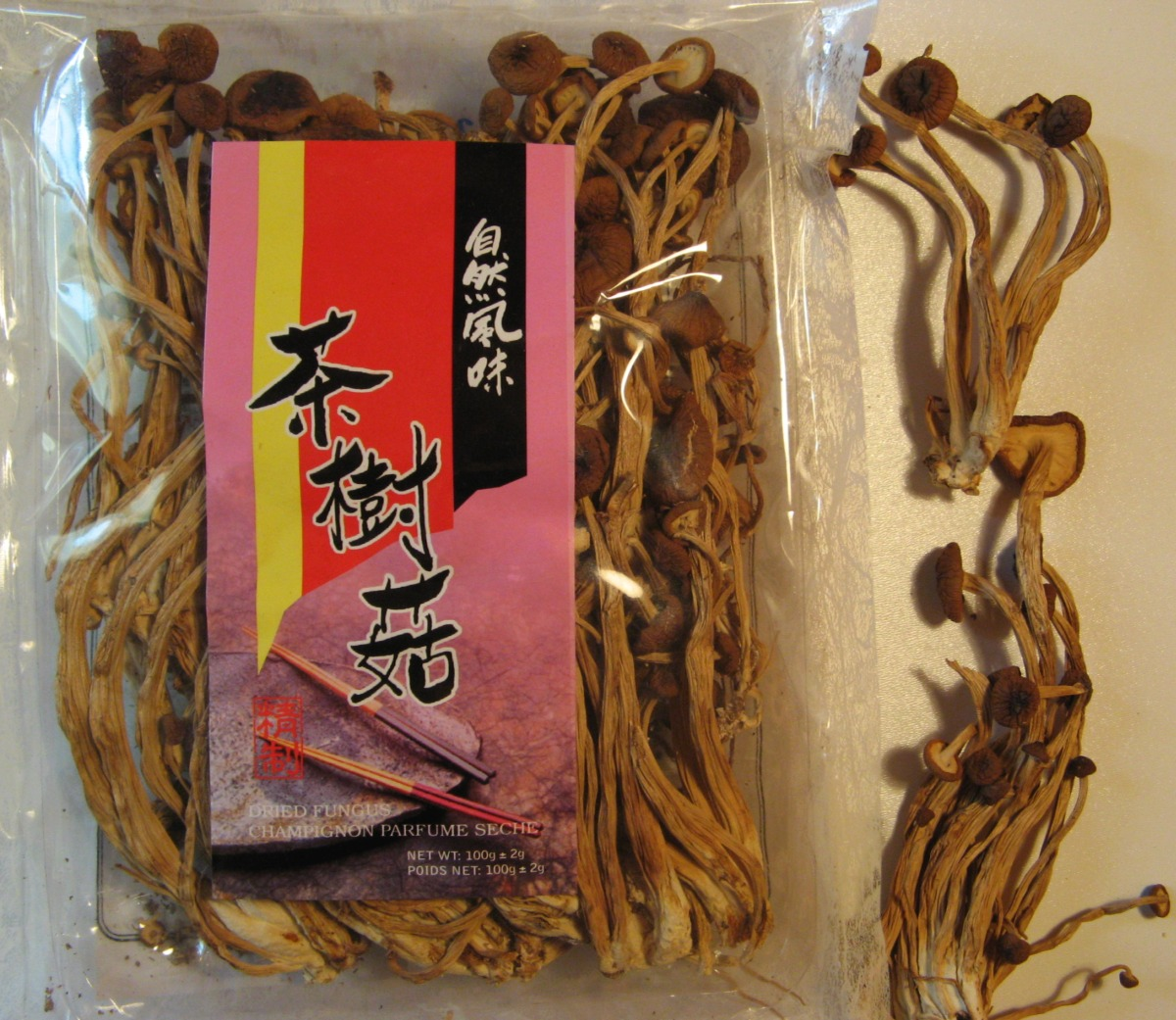
Confezione di pioppini essiccati

Eccellente. Uno dei funghi più apprezzati come commestibile. Alla cottura sprigiona un profumo intenso, percepibile anche a distanza.
Consumare previa cottura.

## Coltivazione
Il fungo pioppino viene coltivato sin dai tempi dei romani, ad esempio Plinio il Vecchio nella propria Naturalis Historia descrive le tecniche di coltivazione, specificando i modi migliori per ottenere tale fungo da tronchi di pioppo tagliato. Nel corso del secolo XX il pioppino è stato intensamente coltivato in Toscana, dove è tuttora presente nella gastronomia regionale.
La specie è piuttosto adattabile e si presta molto bene alla coltivazione su ceppi di latifoglie (es. pioppo o sambuco) parzialmente interrati e umidi; non bisogna però allagare il terreno circostante in quanto un eccesso di acqua può inibire completamente la formazione dei carpofori. Può anche essere fatto crescere su tronchetti di pioppo o substrati a base di paglia di frumento o anche di segatura. La sua crescita è piuttosto lenta. Il fungo viene ampiamente commercializzato ed è anche confezionato per la grande distribuzione.

## Tassonomia

### Sinonimi e binomi obsoleti
- Agaricus aegerita V. Brig. [as 'aegirita'], in Briganti & Briganti, Hist. fung. Neapol. (Neapoli): 65, tab. 32-33 (1837)
- Pholiota aegerita (V. Brig.) Quél., Mém. Soc. Émul. Montbéliard, Sér. 2 5: 164 (1872)
- Agrocybe aegerita (V. Brig.) Singer, Lilloa 22: 493 (1951) var. aegerita
- Agrocybe aegerita (V. Brig.) Singer, Lilloa 22: 493 (1951)

### Specie simili
- Agrocybe praecox (non commestibile, in quanto amaro).
- Alcune specie dei generi Inocybe, Hypholoma e Galerina.

## Nomi comuni
- Piopparello
- Pioppino
- Foliota cespitosa
- Colombine (gli esemplari più sviluppati, soprattutto nelle fessure più alte della pianta che li ospita)

In Toscana viene anche chiamato fungo d'albero, dal nome usato in queste zone per definire il pioppo.